# MTV Hits (Regno Unito e Irlanda)
MTV Hits è una rete televisiva britannico-irlandese che trasmette video musicali.

## Storia
L'emittente iniziò le proprie trasmissioni regolari il 1º maggio 2001, dopo un breve periodo di testcard. Trasmette videoclip a rotazione in 16:9 senza alcuna interruzione pubblicitaria.

## Diffusione
L'emittente è disponibile a pagamento sulla piattaforma britannica Sky UK e su altre piattaforme televisive a pagamento di altri Paesi, attraverso la televisione satellitare con codifica VideoGuard. Dal 2003 e per alcuni anni Sky Italia ha incluso nella propria offerta una versione italiana di MTV Hits, che poi chiuse il 1º agosto 2015 per lasciare posto all'edizione originale britannica (in Italia fino al 2 maggio 2020) che continua ad essere disponibile, sempre a pagamento, in questi Paesi:
- Turchia
- Irlanda
- Francia
- Svezia
- Danimarca
- Norvegia
- Finlandia
- Romania
- Israele
- Austria
- Germania
- Svizzera
- Polonia
- Islanda
- Serbia
- Bosnia ed Erzegovina
- Monaco
- Liechtenstein
- Andorra
- Australia
- Isole Marshall
- Nuova Zelanda
- Lussemburgo
- Belgio
- Spagna
- Portogallo
- Fær Øer
- Gibilterra
- Croazia
- Grecia
- Malta
- Qatar

## Loghi

1º maggio 2001 - 2004
2004 - 2006
22 luglio 2007 - 1º marzo 2010
1º marzo 2010 - 1º luglio 2011
1º luglio 2011 - 1º ottobre 2013
1º ottobre 2013 - 5 aprile 2017
5 aprile 2017 - 14 settembre 2021
In uso dal 14 settembre 2021